# Беј (Француска)
Беј (фр. Beuil) је насељено место у Француској у региону Прованса-Алпи-Азурна обала, у департману Приморски Алпи.
По подацима из 2011. године у општини је живело 496 становника, а густина насељености је износила 6,56 становника/km².

## Демографија
| 1962. | 1968. | 1975. | 1982. | 1990. | 2011. |
| ----- | ----- | ----- | ----- | ----- | ----- |
| 360   | 326   | 320   | 313   | 330   | 496   |